# Christine Ertel
Christine Ertel (* 7. Juli 1953 in Germering; † 12. Juni 2015) war eine deutsche Architektin und Archäologin, die hauptsächlich im Bereich der Bauforschung tätig war. Ihr Arbeitsschwerpunkt lag auf der Architektur des Römischen Reiches.

## Leben
Ertel studierte seit 1972 an der Technischen Universität München, wo sie den Diplom-Abschluss als Architekt absolvierte (Dipl.-Ing.). An der Technischen Universität Wien wurde sie 1984 bei dem Archäologen Hermann Vetters und dem Bauforscher Alois Machatschek promoviert. Ihre Dissertation behandelte die korinthischen Kapitelle aus Carnuntum und bildete die Grundlage für Ertels Publikation Römische Architektur in Carnuntum, die 1991 erschien. Ab 1978 arbeitete sie im Architekturbüro Puchhammer und Wawrik in Wien, von 1979 bis 1996 war sie assoziierte Mitarbeiterin der Forschungsstelle Archäologie der Österreichischen Akademie der Wissenschaften. Zeitweise leitete sie ehrenamtlich das „Römermuseum Favianis-St. Severin“ in Mautern an der Donau.
Später war Christine Ertel als freiberufliche Mitarbeiterin des Deutschen Archäologischen Instituts Rom tätig und ab 2005 an der Untersuchung der Basilica Aemilia und der Basilica Iulia beteiligt. Darüber hinaus war sie für verschiedenste Forschungsprojekte in Syrien, der Türkei, Rumänien, Ungarn, der Slowakei, Slowenien, Kroatien, Italien, Österreich und in der Schweiz tätig. Zu den Trägern dieser Projekte gehörten die Österreichische Akademie der Wissenschaften, das Österreichische Archäologische Institut, das Deutsche Archäologische Institut, Archäologie Schweiz, das Römisch-Germanische Zentralmuseum sowie verschiedene Universitäten und weitere Museen. Ertel betätigte sich auch als Modellbauerin für Museumsausstellungen in der Stadt auf dem Magdalensberg und in Bregenz sowie als Fremdenführerin. Ansässig war sie in Wien und München. Für ihre Forschungen in Carnuntum wurde sie 1989 gemeinsam mit Verena Gassner mit dem Förderungspreis des Wissenschaftspreises des Landes Niederösterreich ausgezeichnet.

## Schriften
- Korinthische Kapitelle aus Carnuntum (Streu- und Altfunde) und die Entwicklung der spätrömischen Kapitelle in Pannonien. Dissertation, Technische Universität Wien 1984.[5]
- Römische Architektur in Carnuntum (= Der Römische Limes in Österreich. Band 38). Verlag der Österreichischen Akademie der Wissenschaften, Wien 1991, ISBN 3-7001-1903-8.
- Altar- und Architekturfragmente vom Tumulusgrab bei Baláca. In: Balácai Közlemények. Band 4, 1996, S. 73–198.
- Römermuseum Favianis – St. Severin, Mautern/Donau. Mit Beiträgen von Brigitte Cech und anderen. Stadtgemeinde Mautern, Mautern 1998.
- mit Verena Gassner, Sonja Jilek und Herma Stiglitz: Untersuchungen zu den Gräberfeldern in Carnuntum. Band 1: Der archäologische Befund (= Der Römische Limes in Österreich. Band 40). Verlag der Österreichischen Akademie der Wissenschaften, Wien 1999, ISBN 3-7001-2782-0.
- Spolien aus der westlichen Stadtmauer von Gorsium (= Alba Regia. Beiheft). Fejér Megyei Múzeumok Igazgatósága, Székesfehérvár 1999, ISBN 963-7390-99-5.
- Das römische Hafenviertel von Brigantium, Bregenz (= Schriften des Vorarlberger Landesmuseums. Reihe A: Landschaftsgeschichte und Archäologie. Band 6). Vorarlberger Landesmuseum, Bregenz 1999, ISBN 3-901802-02-9.
- mit Sylvia Palagyi und Ferenc Redő: Die Skulpturen des Stadtgebietes von Salla und Mogetiana sowie des Balaton-(Plattensee-)Oberlandes in den Komitaten Zala und Veszprém (= Corpus Signorum Imperii Romani Ungarn. Band 8). Akadémiai Kiadó, Budapest 1999, ISBN 963-05-7643-0.
- mit Gabriele Seitz: Ein Propylon des römischen Quell- und Tempelbezirks von Badenweiler. In: Jahrbuch des Römisch-Germanischen Zentralmuseums Mainz. Band 55, Nummer 1, 2008, S. 211–293, DOI:10.11588/jrgzm.2008.1.16838 (Open Access).
- Bestandteile von römischen Grabbauten aus Aquincum und dem Limesabschnitt im Stadtgebiet von Budapest (= Corpus Signorum Imperii Romani Ungarn. Band 9). Archaeolingua, Budapest 2010, ISBN 978-963-9911-18-5.
- mit Verena Hasenbach und Sabine Deschler-Erb: Kaiserkultbezirk und Hafenkastell in Brigantium. Ein Gebäudekomplex der frühen und mittleren Kaiserzeit (= Forschungen zur Geschichte Vorarlbergs. Neue Folge, Band 10). UVK, Konstanz 2011, ISBN 978-3-86764-182-1.
- mit Klaus Stefan Freyberger, Kathrin Tacke und Hassan Hatoum: Kanatha von hellenistischer bis spätantiker Zeit. Band 1: Die Heiligtümer. Orte der Herrschaft und urbane Kommunikationszentren (= Damaszener Forschungen. Band 16). Philipp von Zabern, Darmstadt 2015, ISBN 978-3-8053-4832-4.
- mit Klaus Stefan Freyberger: Die Basilica Aemilia auf dem Forum Romanum in Rom. Bauphasen, Rekonstruktion, Funktion und Bedeutung (= Sonderschriften des Deutschen Archäologischen Instituts Rom. Band 17). Reichert, Wiesbaden 2016, ISBN 978-3-89500-976-1.
- mit Walburg Boppert: Die Gräberstraße von Mainz-Weisenau. Eine italische Gräberstraße des 1. Jhs. n. Chr. im römischen Mainz (= Mainzer archäologische Schriften. Band 16). Generaldirektion Kulturelles Erbe, Mainz 2019, ISBN 978-3-935970-24-2.
- mit Klaus Stefan Freyberger und Markus Wolf: Die Basilica Julia auf dem Forum Romanum in Rom. Archäologischer Befund, Rekonstruktion, Baugeschichte, Bedeutung und Rezeption (= Sonderschriften des Deutschen Archäologischen Instituts Rom. Band 27). Harrassowitz, Wiesbaden 2025, ISBN 978-3-447-12227-6.